# Dunbaria debilis
Dunbaria debilis är en ärtväxtart som beskrevs av John Gilbert Baker. Dunbaria debilis ingår i släktet Dunbaria och familjen ärtväxter. Inga underarter finns listade i Catalogue of Life.